# 진주 용암사지 석조지장보살좌상
진주 용암사지 석조지장보살좌상(晋州 龍岩寺址 石造地藏菩薩坐像)은 대한민국 경상남도 진주시 이반성면 용암리, 용암사지에 있는 고려시대의 석조 지장보살 좌상이다.
1972년 2월 12일 경상남도의 유형문화재 제4호 용암사지 석불로 지정되었다가, 2018년 12월 20일 현재의 명칭으로 변경되었다.

## 현재 모습
수성암의 절벽 사이에 자리잡고 있는 용암사터에 유일하게 남아 있는 불상으로, 지옥에서 고통 받고 있는 중생을 구제한다는 지장보살을 표현한 것이다.
머리에 쓰고 있는 두건은 어깨까지 내려왔으며, 이목구비가 단정한 타원형의 얼굴은 오른쪽 뺨이 깨졌으나 눈가에 어린 미소가 불성(佛性)을 충분히 느끼게 할 만큼 온화하다. 양쪽 어깨를 감싸고 있는 옷은 매우 사실적으로 표현되었는데, 옷깃은 두꺼우며, 옷주름은 선으로 처리하여 신체를 부각시키고 있다. 이러한 특징은 고려 초기에 유행했던 양식으로 두건 쓴 모습과 더불어 당시의 지장보살상의 실례로 주목되고 있다.
무릎은 비교적 넓고 높직하며, 무릎 위에 두 팔굽을 짚고 두 손을 맞잡았는데, 왼손이 오른손을 감싸고 있어서 상체가 사다리꼴을 이루고 있다. 옷 속에 드러난 신체는 부푼 느낌이 들지만 탄력이나 양감이 느껴지지는 않는다.
전체적인 조각수법으로 고려 초기에 만들어진 작품으로 추정된다.

## 같이 보기
- 진주 용암사지

## 참고 자료
- 진주 용암사지 석조지장보살좌상 - 국가유산청 국가유산포털